# Trizay
Trizay /tʁiˈzɛ/ è un comune francese di 1 322 abitanti situato nel dipartimento della Charente Marittima nella regione della Nuova Aquitania.

## Società

### Evoluzione demografica
Abitanti censiti